# نوسان‌ساز کنترل‌شده با ولتاژ

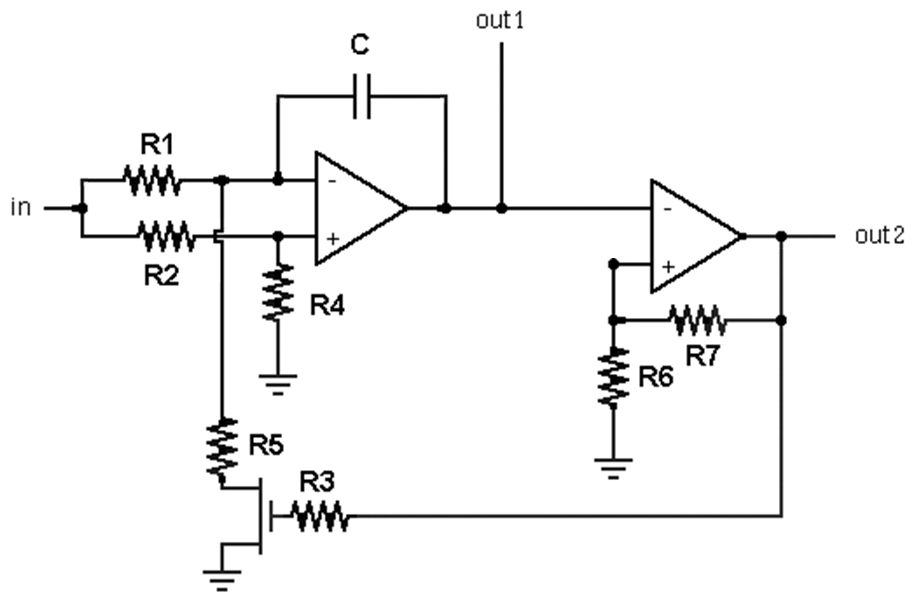
مدار یک نوسان‌ساز کنترل‌شده با ولتاژ (VCO)

نوسان‌ساز کنترل‌شده با ولتاژ یا اسیلاتور کنترل‌شده با ولتاژ (به اختصار VCO) یک نوسان‌ساز الکترونیکی است که برای کنترل فرکانس نوسان با ولتاژ، طراحی شده‌است. در VCO، فرکانس نوسان متناسب با ولتاژ ورودی، تغییر می‌کند.
از VCO برای ساختن حلقهٔ قفل‌شدهٔ فاز (PLL)، یا تولید مدولاسیون فرکانس (FM) استفاده می‌شود.

## کنترل فرکانس در وی‌سی‌او
در فرکانس‌های بالا، عنصر کنترل‌شونده با ولتاژ، عموماً دیود واراکتور است که به قسمتی از مدار تانک نوسان‌ساز LC، متصل است. در فرکانس‌های پایین، دیگر روش‌های تغییر فرکانس همچون تغییر سرعت شارژ خازن، یعنی منبع جریان کنترل‌شونده با ولتاژ، استفاده می‌شود.

## نوسان‌ساز کریستالی کنترل‌شده با ولتاژ
یک نوسان‌ساز کریستالی کنترل‌شونده با ولتاژ (VCXO) زمانی استفاده می‌شود که، فرکانس کار به مقدار تنظیمات نسبی کوچک (مقدار دقیق فرکانس یا فاز نوسان‌ساز بسیار حیاتی باشد) یا با اعمال یک ولتاژ متغیر در ورودی کنترلی نوسان‌ساز، می‌خواهیم، تداخلات رادیو فرکانسی را بر روی یک رنج فرکانسی برای رفع ایراد، حذف کنیم.
نوسان‌سازهایی هستند که بر روی رنج‌های فرکانسی پهناور کار می‌کنند. نوسان‌سازهای متغیر فرکانس (VFOs)، به وسیله مقدار یکی از مدارات تعیین‌کننده فرکانس، فرکانس خود را تغییر می‌دهند. یک نوسان‌ساز کنترل‌شونده با ولتاژ (VCO) یکی از عناصر تعیین‌کننده فرکانس است که به‌صورت الکتریکی کنترل می‌شود.

## معادلات حوزهٔ زمان در وی‌سی‌او
{\displaystyle \ f_{tuning}(t)=K_{o}\cdot \ v_{in}(t)}
{\displaystyle \int f_{tuning}(t)\,dt=\theta _{out}(t)}
- {\displaystyle \ K_{o}} بهرهٔ نوسان‌ساز است و برحسب هرتز بر ولت محاسبه می‌شود.
- {\displaystyle \ f_{tuning}(t)} نشان دهندهٔ بسامد سیگنال خروجی است.
- {\displaystyle \ \theta _{out}(t)} نشان دهندهٔ فاز سیگنال خروجی است.
- {\displaystyle \ v_{in}(t)} ولتاژ ورودی به VCO. گاهی با {\displaystyle \ v_{tune}(t)} نمایش داده می‌شود.

## معادلات حوزهٔ فرکانس در وی‌سی‌او
{\displaystyle \ F_{tuning}(s)=K_{o}\cdot \ V_{in}(s)}
{\displaystyle \ {F_{tuning}(s) \over s}=\Theta _{out}(s)}

## کاربردهای VCO
VCOها در مواردی همچون زیر استفاده می‌شوند:
- فانکشن ژنراتور
- برای تغییر تن موزیک در تهیه موزیک الکترونیکی
- حلقه قفل‌شده فاز (PLL)
- سینتی سایزر در مدارات مخابراتی